# Cavan
Cavan (/ˈkævən/, en irlandès an Cabhán, "el buit") és una ciutat d'Irlanda, a la regió de l'Ulster i cap del comtat homònim. Es troba a prop de la frontera amb Irlanda del Nord. Pel seu terme passa la carretera carretera N3 que enllaça Dublín (al sud) amb Enniskillen, Ballyshannon i Donegal (al nord).

## Cultura
Cavan va acollir les celebracions dels anys 2010, 2011 i 2012 del Fleadh Cheoil, festival de música irlandesa.

## Agermanaments
- Jaunay-Clan.

## Galeria d'imatges

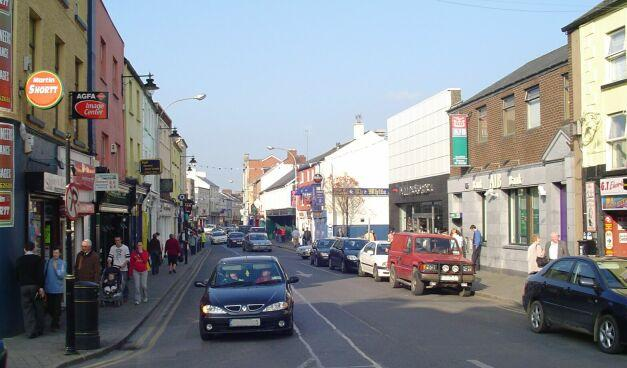
Centre de la ciutat
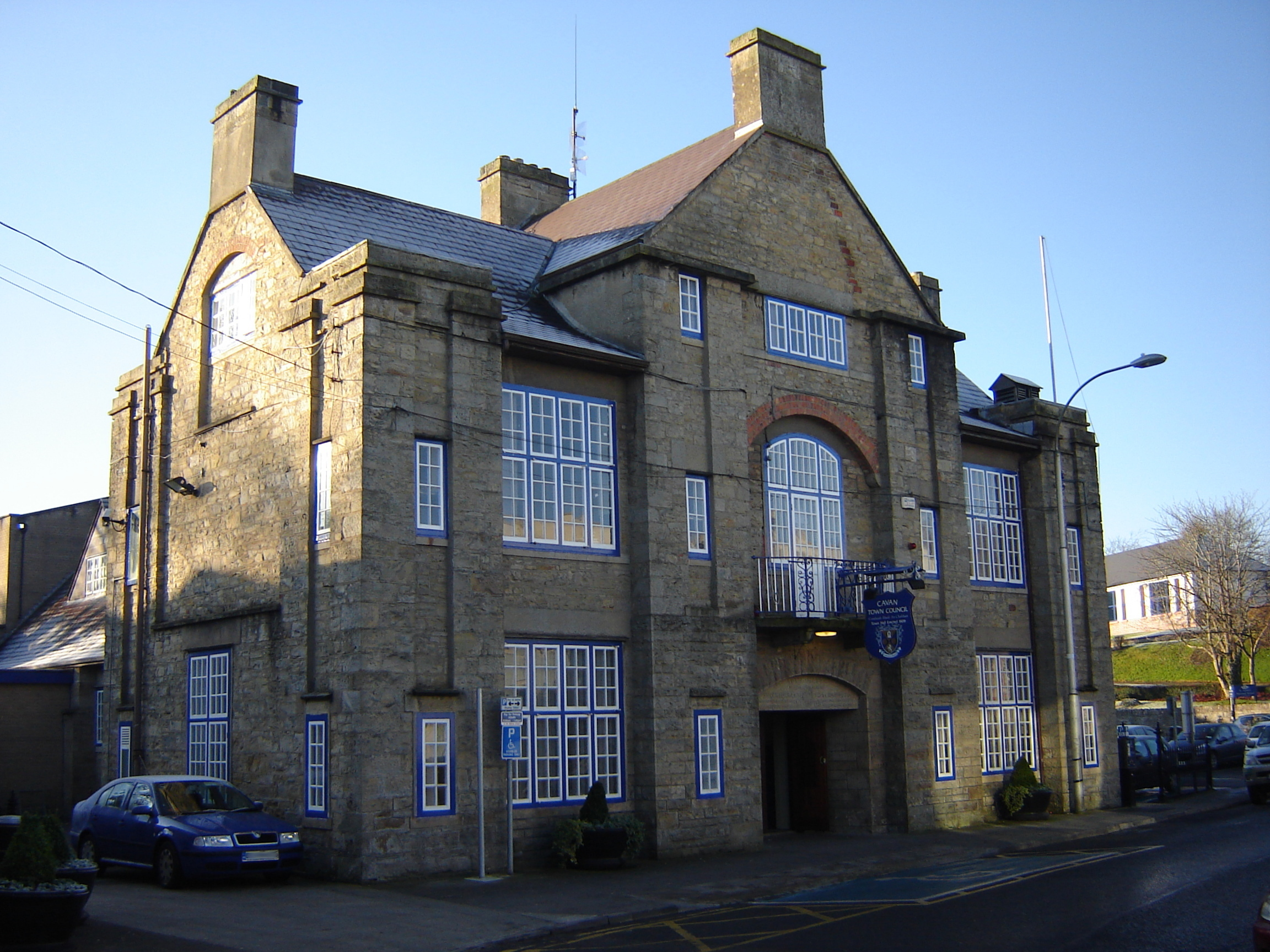
Ajuntament de Cavan
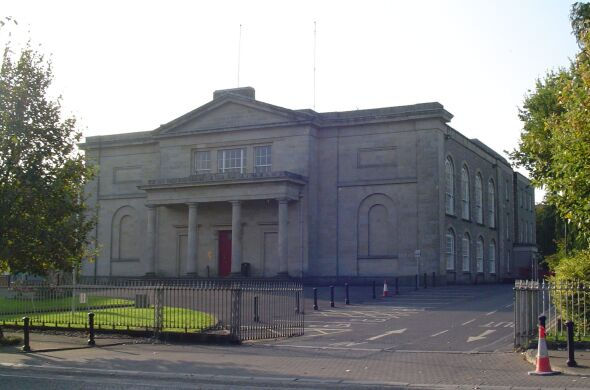
Jutjats de Cavan